# Ordine della fedeltà del sultano Ismail
L'Ordine della fedeltà del sultano Ismail è un ordine cavalleresco del sultanato di Johor in Malaysia.

## Storia
L'ordine è stato fondato nel 1974.

## Classi
L'ordine dispone delle seguenti classi di benemerenza che danno diritto a dei post nominali qui indicati tra parentesi:
- Cavaliere gran compagno (SSIJ)
- Cavaliere compagno (DSIJ)
- Compagno (SIJ)

## Insegne
- Il nastro è completamente azzurro.